# Deudorix almar
Deudorix almar är en fjärilsart som beskrevs av Hans Fruhstorfer 1908. Deudorix almar ingår i släktet Deudorix och familjen juvelvingar. Inga underarter finns listade i Catalogue of Life.